# Музичний фільм
Музичний фільм — жанр кіномистецтва, який є намаганням виразними засобами кінематографу знайти візуальний еквівалент музиці. Це рідко вдається тому, що за формою ці два мистецтва дуже відмінні, проте образність є основою для кожного з них. Тому якщо до музичного ряду вдало знайдена драматургія, монтажна ритміка, тональність, колорит та композиція кадрів це створює ще більш хвилюючі образи. Ці образи є симбіозом візуального та музичного мистецтва.
Музичний фільм притаманний не тільки для художнього кінематографа, але і для інших родів цього мистецтва. Зокрема для документального кіно в якому може поєднуватись реальність життя і музика. Яскравий приклад тому «Клуб Буена-Віста» режисера Віма Вендерса.

## Музичні фільми в Західному світі
Класична звукова епоха
1930-ті роки до початку 1950-х років вважаються золотим століттям музичного фільму, коли популярність жанру була найвищою у Західному світі.

### Пост-класична епоха
У 1960-х, 1970-х роках і продовжуючи до сьогоднішнього дня, музичний фільм перестав бути прибутковим жанром, на який можна було покластися для знімання фільмів, що обов'язково стануть успішними. Його аудиторія зменшилась і знімати музичні фільми стали менше.
Мюзикли 1960-х років
У 1960-х роках успіх у критиків та касові збори кінофільмів «Вестсайдська історія», «Циганка», «Музикант», «Моя чарівна леді», «Мері Поппінс», «Звуки музики», «Книга джунглів», «Повністю сучасна Міллі», «Олівер!» Та «Кумедна дівчина» показав перспективність традиційного мюзиклу. Також мюзикли французького кінорежисера Жака Демі, «Шербурзькі парасольки» та «Дівчата з Рошфора», мали великий успіх у критиків. Проте популярні музичні смаки значною мірою постраждали від рок-н-ролу та пов'язаних з ним свободи та молодості, і, власне, Елвіс Преслі створив кілька фільмів, які були прирівняні до старих мюзиклів за формою. Більшість музичних фільмів 1950-х та 1960-х таких, як «Оклахома!» і «Звуки музики» були прямими адаптаціями або перезаписом успішних постановок на сцені. Найуспішнішими мюзиклами 1960-х років, спеціально створеними для фільму, були Мері Поппіс та Книга Джунглів, два з найбільших хітів Діснея всіх часів.
Феноменальний касовий виступ «Звуків музики» дав головним студіям Голлівуду більшу впевненість у створенні тривалих, великобюджетних мюзиклів. Попри величезний успіх деяких з цих фільмів, наприкінці 1960-х і на початку 1970-х років Голлівуд також випустив велику кількість провальних мюзиклів, які, як виявилось, мали повність хибну думку про громадський смак. У комерційно та / або за критикою невдалі фільми входили «Камелот», «Веселка Фініана», «Привіт, Доллі!», «Мила Черіті», «Доктор Дуліттл», «Зірка», «Дорога Лілі», «Прощавайте, містер Чіпс», «Фарбуй свій вагон», «Пісня Норвегії», «У ясний день побачиш вічність», «Людина з Ла-Маншу», «Втрачений горизонт» та «Мейм». Колективно та індивідуально ці невдачі принесли шкоду кільком основним студіям.
1970-ті
У 1970-х роках кіномистецтво та мінлива демографія кінематографістів сприяли більшому акценту на грубий реалізм, тоді як чиста розважальність та театральність голівудських мюзиклів класичної епохи вважалися старомодними. Попри це, «Скрипаль на даху» і «Кабаре» були традиційнішими мюзиклами, які були адаптаціями сценічних шоу і мали великий успіх у критиків та аудиторії. Зміна культурних звичаїв і відмова від Кодексу Гейза в 1968 році також сприяли зміні смаків у фільмах. 1973 року фільм Ендрю Ллойда Веббера і Тіма Райса «Ісус Христос — суперзірка» зустрівся з деякою критикою релігійних груп, але був добре прийнятий. До середини 1970-х років кінематографісти уникали жанру на користь використання музики популярних рок та поп-груп як фонової, частково сподіваючись продати альбом саундтреку шанувальникам. Фільм «Шоу жахів Роккі Хоррора» спочатку випущений в 1975 році, був провалом у критиків, поки не розпочав нічні покази у 80-х роках і досяг культового статусу. 1976 рік ознаменувався випуском малобюджетного комічного мюзиклу «The First Nudie Musical», випущеного Paramount. Версія фільму «Бріолін» 1978 року була хітом; її пісні були оригінальними композиціями, виконаними в поп-стилі 1950-х років. Однак сиквел «Бріолін 2» (випущений в 1982 році) провалив касові збори. Вийшли фільми про виконавців, які містили сміливі драматичні та музичні номери, вплетені як дієгетична частина сюжетної лінії, як-от «Леді співає блюз», «Весь цей джаз» і «Нью-Йорк, Нью-Йорк». Деякі мюзикли, що вийшли у Британії, експериментували з формою, зокрема «О, що за чудова війна» Річарда Аттенборо (випущена в 1969 році), «Багсі Мелоун» Алана Паркера і «Томмі» та «Лістоманія» Кена Рассела.
Досі випускалося чимало музичних фільмів, які були фінансово і у критиці менш успішними, ніж у розквіті мюзиклів. До них належать «Віз», «At Long Last Love», «Godspell», «Привид раю», «Кумедна леді» (продовження «Кумедної дівчини»), «Маленька нічна музика» та «Волосся» серед інших. Гнів критиків на «At Long Last Love», зокрема, був настільки сильним, що його ніколи не випускали на домашньому відео. У 1970-х роках також вийшли фантастичні музичні фільми «Скрудж», «Синій птах», «Маленький принц», «Віллі Вонка та шоколадна фабрика», «Дракон Піта» та «Ліжко і мітла» Діснею. Останній отримав «Оскар» за найкращі візуальні ефекти.